# آلین برست
آلین برست (انگلیسی: Alain Berset؛ زادهٔ ۹ آوریل ۱۹۷۲) سیاستمدار اهل سوئیس است و از ۲۰۱۲ جزو اعضای شورای فدرال سوئیس می‌باشد. وی عضو حزب سوسیال دموکراتیک (سوئیس) می‌باشد، وی از زمان تحلیف خود وزارت امور داخلی فدرال را برعهده دارد. برست از ژانویه ۲۰۱۸ تا ۳۱ دسامبر ۲۰۱۸ رئیس‌جمهور سوئیس بود. او با ۴۵ سال سن جوان‌ترین سیاستمدار سوئیس از سال ۱۹۳۴ به‌شمار می‌رود.